# Paranocaracris rimansonae
Paranocaracris rimansonae är en insektsart som först beskrevs av Boris Petrovich Uvarov 1918.  Paranocaracris rimansonae ingår i släktet Paranocaracris och familjen Pamphagidae.

## Underarter
Arten delas in i följande underarter:
- P. r. rimansonae
- P. r. kosswigi
- P. r. ventosus